# Praça da Lituânia em Lublin

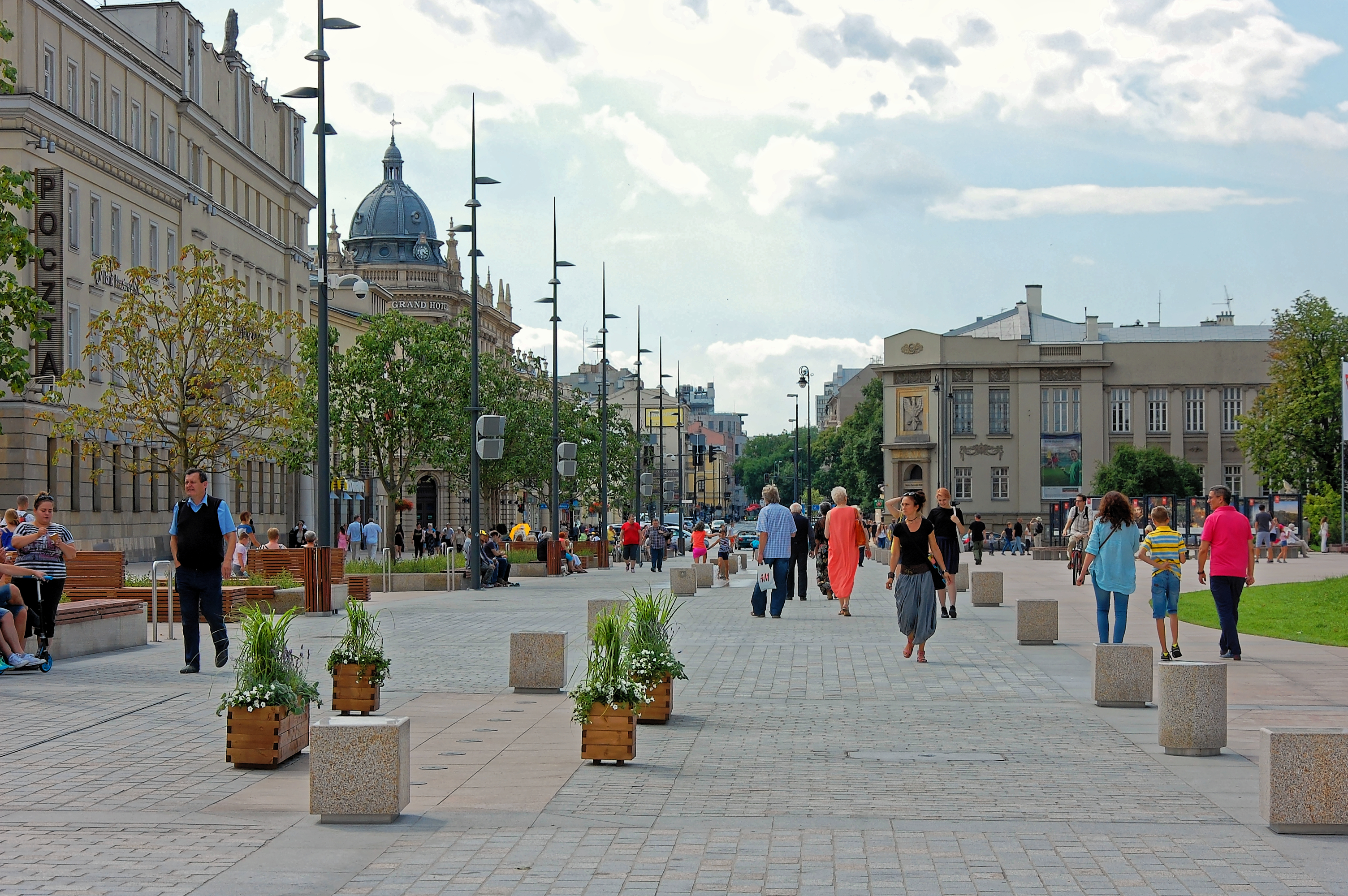
Praça da Lituânia em Lublin

A Praça da Lituânia é- uma praça no centro da cidade polaca de Lublin. Tem uma área de aproximadamente 35000 m2, tendo sido construída na década de 1820 com o objetivo de organizar desfiles militares. Seu antigo nome vem de seu propósito original - Praça dos Exercícios Militares.
Hoje a Praça da Lituânia é o lugar central em Lublin, onde acontecem as cerimônias de estado, acontecimentos e outros eventos. No registro de monumentos imóveis, a Praça Litewski ostenta o número A / 588 e foi nela inscrita em 10 de abril de 1972.

## História

### Até 1918
No século XVI, uma estrada passava pela praça de hoje até a ponte sobre Czechówka, para a estrada para Varsóvia. Naquela época, a área pertencia à família Radziwiłł. No século XVII tornar-se-ia propriedade de Józef Karol Lubomirski e sua filha Maria Anna, esposa de Paweł Karol Sanguszko. Depois de Sanguszki, os proprietários da praça eram a família Szepetycki e, em 1801, em um leilão público, foi comprada por Beniamin Finke e oferecida ao governo.
Até 1818, a área onde ficava a Praça Litewski era usada como depósito de palha. Em 1819, iniciou-se a demolição do hospital e da igreja dos Irmãos Hospitalários, construídos em meados do século XVIII. Em 1823, Jan Stompf fez uma reconstrução completa da praça e do Palácio Poradziwiłł, que se tornaria a sede da Comissão da Província de Lublin. O quadrado resultante tinha aproximadamente 2 hectares e foi chamado de "Plac Musztry". Uma praça foi arranjada em parte dela, e nela, em uma colina de barro, um novo monumento à União de Lublin foi erguido. Segundo a tradição, a nobreza polonesa e lituana debateram neste local em 1569, antes da união dos dois países. Este evento foi comemorado pelo obelisco de tijolos que foi destruído durante a demolição da Igreja dos Irmãos. A permissão para erigir um novo monumento foi obtida em 1826 das autoridades czaristas, pe. Stanisław Staszic. O baixo-relevo classicista representando a Polónia e a Lituânia foi desenhado por Paweł Maliński. O próprio obelisco era fundido em ferro.
Mais tarde, nos anos 1873-1876, na praça, no lugar da fonte atual, as autoridades czaristas ordenaram a construção da Igreja Ortodoxa de Exaltação de São Cruzar. Este edifício, arquitetonicamente estranho na paisagem de Lublin, recebeu um corpo principal de cinco cúpulas e uma torre alta, na qual um sino da igreja de St. Michael. Depois que Lublin foi tomada pelos austríacos, a igreja foi convertida em uma igreja-guarnição e os edifícios ao redor da praça se tornaram a sede das autoridades do Governo Geral. Em 1916, para comemorar o 125º aniversário da Constituição de 3 de maio, foi colocada na praça uma pedra com uma anotação sobre a cerimônia.
Por volta de 1880, em memória da Revolta de Janeiro, foi plantada na praça uma "árvore da liberdade" - um choupo preto, mais tarde denominado "baobá".

### 1918–1989
Eventos relacionados à tomada do poder dos austríacos e à formação do Governo Popular Provisório da República da Polónia ocorreram na Praça Litewski e em torno dela em 1918. Até 2 de novembro, o Palácio Poradziwiłł na Praça Litewski era a residência do governador e, em 7 de novembro, tornou-se a sede do gabinete de Ignacy Daszyński e ali foi realizada a primeira reunião do governo. O prédio do antigo Banco do Estado, que abrigava o clube dos dirigentes, passou a ser o ponto de encontro dos dirigentes, onde foram tomadas as decisões de retirada do poder do ocupante. Na noite de 6 de novembro, no prédio do extinto Hotel Wiktoria, ativistas da Organização Militar Polonesa internaram oficiais associados ao Conselho de Regência do Reino da Polónia, e no lado oposto da praça, na ul. Niecała - Juliusz Zdanowski - Comissário do Conselho de Regência em Lublin.
Em 1925, o conselho ortodoxo foi desmontado. Durante a Segunda República Polonesa, a praça teve seu nome atual. Durante a ocupação, o nome da praça foi alterado para "Adolf Hitler-Platz" e, após a Segunda Guerra Mundial, passou a se chamar "Praça da Lituânia ". Em 1945, foi construído o Monumento de Gratidão ao Exército Soviético, mostrando um soldado com uma bandeira deslocada. Na década de 1950, após a morte de Stalin, a praça foi chamada de "Praça de Joseph Stalin". Em 1974, o azulejo do Soldado Desconhecido foi construído, e em 1981 um monumento foi erguido para comemorar o 190º aniversário da Constituição em 3 de maio.

## De 1989

### 1989–2010
Até 2009, a praça passou por apenas alterações cosméticas, estimadas em 850 mil. zloty. Em 1990, o "baobá" ganhou o status de monumento natural. Na década de 1990 o Monumento de Gratidão ao Exército Soviético foi desmontado. Em 2001 um monumento ao Marechal Piłsudski foi inaugurado. No início do século XXI, o "baobá" começou a morrer.

### De 2010
Em julho de 2010 as autoridades de Lublin anunciaram um concurso para a revitalização da Praça da Lituânia. Os planos de reconstrução partiam do pressuposto de que a praça seria um espaço principalmente para pedestres. De acordo com este plano, o passeio em Krakowskie Przedmieście seria estendido para ul. A rua Kołłątaja e a rua ao lado do Europa Hotel estão fechadas. Foi considerada a possibilidade de utilizar os edifícios da Universidade Maria Curie-Skłodowska para fins públicos e realocar a estação meteorológica aí localizada.
Em 2013 o conceito de redesenvolvimento foi adotado levando em consideração os planos desenvolvidos três anos antes. Previa-se que o investimento estivesse concluído em 2014 e ascendesse a cerca de 30 milhões de PLN. As datas mudaram. Os planos de outubro de 2014 especificavam a data de início da reconstrução na primavera de 2015, os custos foram estimados em 62 milhões de PLN. O concurso foi anunciado um ano depois e o investimento estava previsto para ser concluído na primavera de 2017.

### A partir de 2017
Em abril de 2016 começou a reconstrução da praça. O pressuposto básico era estender o calçadão até o cruzamento com ul. Rua Kołłątaja (eliminação do tráfego de pedestres neste trecho). Durante as obras, as fundações da catedral foram firmadas e os restos de antigas estradas e edifícios foram descobertos. O layout espacial da praça foi preservado. A estrada histórica para Wieniawa foi reconstruída. As mudanças dizem respeito à superfície, disposição das áreas verdes e plantações, fontes, iluminação dos edifícios que circundam a praça e monumentos. Retirou-se o chafariz antigo e construiu-se outro novo, incluindo um complexo de instalações hídricas, com dique de cinco metros e o mais moderno sistema de controle da Europa com cinco funções (água, luz, som, lasers e imagem exposta na fachada do edifício dos correios). Os quadrados de Mieczysław Albert Krąpiec e Józef Czechowicz. A Praça Litewski reconstruída foi disponibilizada em junho de 2017.
Em 2017, após a quebra do galho do "baobá", foi tomada a decisão de remover a árvore.